# Mehmed II Giray
Mehmed II Giray, född okänt år, död 1584, var Krimkhanatets khan 1577–1584. 